# Allan Wlk
Allan Steven Wlk Duré (Asunción, Paraguay; 1 de marzo de 2003) es un futbolista paraguayo. Juega de delantero y su equipo actual es el Atlante de la Liga de Expansión MX, a préstamo desde Olimpia.

## Trayectoria
Formado en las inferiores del Club Nacional y el Club Olimpia, Wlk firmó su primer contrato con este último club en 2021. Debutó en el primer equipo de Olimpia el 12 de marzo de 2013 ante General Caballero.
De cara a la temporada 2024, fue cedido al Celaya FC de la Liga de Expansión MX.

## Selección nacional
Wlk formó parte del plantel que ganó los Juegos Suramericanos de 2022, y con 6 goles fue el máximo artillero de la competición.

## Estadísticas
Actualizado al último partido disputado el 17 de mayo de 2023.
| Club             | Div.          | Temporada     | Liga  | Liga  | Copas nacionales | Copas nacionales | Copas internacionales | Copas internacionales | Total | Total |
| Club             | Div.          | Temporada     | Part. | Goles | Part.            | Goles            | Part.                 | Goles                 | Part. | Goles |
| ---------------- | ------------- | ------------- | ----- | ----- | ---------------- | ---------------- | --------------------- | --------------------- | ----- | ----- |
| Olimpia Paraguay | 1.ª           | 2023          | 4     | 0     | 0                | 0                | 0                     | 0                     | 4     | 0     |
| Olimpia Paraguay | Total club    | Total club    | 4     | 0     | 0                | 0                | 0                     | 0                     | 4     | 0     |
| Total carrera    | Total carrera | Total carrera | 4     | 0     | 0                | 0                | 0                     | 0                     | 4     | 0     |

## Vida personal
Allan es de origen checo por parte de su bisabuelo, quien llegó a Paraguay tras la guerra.